# Röns
Röns è un comune austriaco di 329 abitanti nel distretto di Feldkirch, nel Vorarlberg.